# Nguyễn Xuân Xinh
Nguyễn Xuân Xinh (sinh năm 1947, tên thường gọi: Năm Xinh) là một Trung tướng Công an nhân dân Việt Nam, Anh hùng Lực lượng vũ trang nhân dân, chính trị gia người Việt Nam. Ông từng giữ chức vụ phó Tổng cục trưởng Tổng cục V, Bộ Công an Việt Nam (2000-2009), phụ trách tình báo trong nước, đại biểu Quốc hội Việt Nam khóa IX, khóa X, Giám đốc Công an tỉnh Cần Thơ.

## Xuất thân
Nguyễn Xuân Xinh, tên thường gọi: Năm Xinh, sinh năm 1947 tại xã Xà Phiên, huyện Long Mỹ, tỉnh Hậu Giang. 
Ông sinh ra và lớn lên trong một gia đình có truyền thống cách mạng.
Ông mồ côi mẹ ngay khi mới ra đời. Bà nội ông đặt tên cho ông là Xin, trên giấy tờ ông được viết là Xinh do người quê ông phát âm không phân biệt được hai từ này.
Cha ông (hi sinh năm 1972) từng là Huyện ủy viên, Bí thư xã Xà Phiên, huyện Long Mỹ, tỉnh Hậu Giang.

## Sự nghiệp
Năm 1963, ông tham gia lực lượng du kích của ấp.
Sau 1 năm làm du kích ấp, tháng 4 năm 1964, ông được chọn vào ngành công an, làm công tác an ninh ở huyện Long Mỹ được đào tạo nghiệp vụ trinh sát.
Trong thời kỳ kháng chiến chống Mỹ giai đoạn từ năm 1967 đến 1975, ông làm lãnh đạo lực lượng an ninh huyện Long Mỹ, tỉnh Hậu Giang.
Ngày 30/4/1975 (ngày Sài Gòn sụp đổ), ông là Phó Ban An ninh huyện Long Mỹ, tỉnh Hậu Giang. Sáng 30/4/1975, ông được phân công trực tiếp chỉ huy lực lượng đánh Chi Cảnh sát Việt Nam Cộng hòa tại thị trấn Long Mỹ và đã chiếm được chi khu này.
Sau khi Sài Gòn sụp đổ, ông được phân công làm Bí thư kiêm Trưởng Công an xã Tân Lộc Tây, nay là phường Tân Lộc, quận Thốt Nốt.
Từ tháng 5/1975 đến tháng 8/1987, ông giữ nhiều chức vụ trong Ban Giám đốc Công an tỉnh Cần Thơ.
Cuối 1981 đến 1983, ông đã được Bộ Công an phân công tham gia Chuyên án CM12.
Tháng 11/1983, ông được Bộ Công an cử sang công tác ở Campuchia, làm Phó Trưởng Đoàn chuyên gia an ninh tại tỉnh Kompong Chhnang.
Tháng 8/1987, ông trở về nước.
Sau đó ông được phân công làm Giám đốc Công an tỉnh Cần Thơ cho đến năm 2000.
Ông từng là đại biểu Quốc hội Việt Nam khóa IX, khóa X.
Từ tháng 11/2000 đến tháng 5/2009, ông giữ chức vụ phó Tổng cục trưởng Tổng cục V, phụ trách tình báo trong nước, kiêm bí thư Đảng ủy đơn vị tình báo phía Nam. Đây là chức vụ cuối cùng trước khi ông về hưu.
Năm 2007, ông được thăng quân hàm từ Thiếu tướng lên Trung tướng Công an nhân dân Việt Nam cùng 11 người khác là Trần Đại Quang, Trương Hòa Bình, Đặng Văn Hiếu, Trịnh Lương Hy, Hoàng Đức Chính, Sơn Cang, Lê Văn Thành, Phạm Văn Đức, Phạm Nam Tào, Vũ Hải Triều, Nguyễn Văn Thắng.
Ngày 22 tháng 8 năm 2007, ông nghỉ hưu theo quyết định của Thủ tướng Chính phủ.

## Sau khi nghỉ hưu
Sáng ngày 24 tháng 6 năm 2020, trong buổi tiếp xúc cử tri là cán bộ hưu trí thuộc diện Thành ủy Cần Thơ quản lý của Chủ tịch Quốc hội Nguyễn Thị Kim Ngân, ông đã chất vấn bà Ngân về quan điểm của Ủy ban thường vụ Quốc hội Việt Nam khóa 14 về Vụ án Hồ Duy Hải đang được dư luận quan tâm. Trước đó đầu tháng 6 cùng năm, Hội đồng thẩm phán Tòa án nhân dân tối cao đã xử giám đốc thẩm vụ án và bác kháng nghị của Viện trưởng Viện kiểm sát nhân dân tối cao.

## Phong tặng
- Danh hiệu Anh hùng Lực lượng vũ trang nhân dân (2012)
- Trung tướng Công an nhân dân Việt Nam (năm 2007)